# BSR Valladolid
Le BSR Fundación Grupo Norte Valladolid, du nom du sponsor principal, est un club espagnol de basket-ball en fauteuil roulant localisé à Valladolid et créé en 1994. Après avoir collectionné les 4es places dans toutes les compétitions disputées, Il a été sacré champion d'Espagne en 2011 et champion d'Europe (EuroCup 3) l'année précédente.

## Histoire
Le club d'handibasket a été créé en 1994 au sein de l'association sportive C.D. Aspaym Castilla y León. Son équipe première a accédé à la División de Honor (le plus haut niveau espagnol) en 1998 et évolue depuis 2007 au Palais des Sports Pilar Fernández.
Valladolid accueille l'édition 2013 de la Coupe d'Europe des Clubs Champions (1re division européenne) et termine 8e de la phase finale, éclipsé par la performance des rivaux de la Fundosa Once Madrid, multiples champions d'Espagne en titre, qui terminent sur le podium.

## Palmarès
International,
- Coupe des Clubs Champions (EuroCup 1) :
  - 2011 : 4e place[7]
  - 2013 : 8e place[8]
- Coupe André Vergauwen, puis Euroligue 1 depuis 2018 (EuroCup 2) :
  - 2000 : 4e place
  - 2001 : 4e place
  - 2006 : 4e place
  - 2012 : 8e place[9]
  - 2016 : 4e place (organisateur)[10]
- Coupe Willi Brinkmann, puis Euroligue 2 depuis 2018 (EuroCup 3) : 
  - 2008 : 4e place
  - 2009 : 4e place[11]
  - 2010 :  Champion d'Europe[12]
  - 2015 :  Vice-champion d'Europe[13]
  - 2017 :  Vice-champion d'Europe[14]
  - 2025 :  3e place
- Challenge Cup, puis Euroligue 3 depuis 2018 (EuroCup 4) :
  - 2024 :  3e place

National
- Champion d'Espagne (División de Honor) : 2011
- Vice-champion d'Espagne : 2013
- 3e du championnat d'Espagne : 1999
- Coupe du Roi (Copa del Rey) : 4e en 1999, 2e en 2000, 5e en 2001, 6e en 2005, 4e en 2006, 7e en 2007, 4e en 2009, 2e en 2011, 3e en 2012, 4e en 2013
- Champion d'Espagne 1re division (Primera División) : 1998
- Champion d'Espagne 2e division (Segunda División) : 1997

## Joueurs célèbres ou marquants
| - Ángel Acha - Alfredo Martín (premier champion paralympique de Castille-et-Leon) - José Luis Álvarez Cueto - Iván Alonso - Carlos Olivares Llarena - Alfredo Giles Castillo | - José Luis Robles - Daniel Rodríguez - Juan José Alonso - Antonio Henares Sierra (décoré de la Médaille d'Or du Mérite Sportif en Espagne) - Guillermo Guapo - Jonatán Soria | - Francisco Lugo - Sergio Quevedo - Juan de la Cruz Juez - Salvador Zavala (meilleur joueur étranger de Liga) - Tristan Knowles - Dan Highcock |